# Agnieszka Wagner

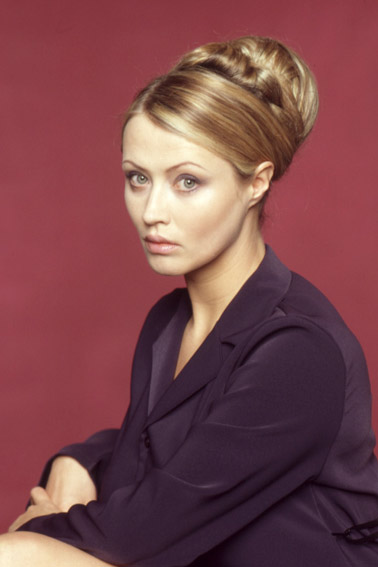
Agnieszka Wagner

Agnieszka Wagner (* 17. Dezember 1970 in Warschau) ist eine polnische Schauspielerin.
Nach ihrer Schulausbildung begann sie 1989 ein Studium an der Fakultät für Wirtschaftswissenschaften an der Universität Warschau. Wagner hat in Warschau an der Universität Kunstgeschichte absolviert und ist Absolventin der Europäischen Filmakademie in Berlin. Ihren ersten internationalen Auftritt hatte sie in dem Film von Steven Spielberg Schindlers Liste.
Sie ist mit Jerzy Jurczyński verheiratet und hat eine Tochter.
In der Ausgabe September 1998 des polnischen Playboy-Magazins zierte sie das Cover und wurde für eine erotische Bilderstrecke fotografiert.

## Filmografie (Auswahl)

### Kinofilme
- 1989: Dotknięci
- 1991: Beltenebros
- 1992: Der Ring mit dem gekrönten Adler
- 1993: The Hollow Men
- 1993: Schindlers Liste
- 1993: Pożegnanie z Marią
- 1994: Molba o proshchenii
- 1995: Nic śmiesznego
- 1996: Dzieje mistrza Twardowskiego
- 1996: Za chto?
- 1996: Chamanka
- 1996: Nesut menya koni
- 1997: Die Atempause
- 1997: Preku ezeroto
- 1998: Ciemna strona Wenus
- 1998: Złoto dezerterów
- 1998: White Raven – Diamant des Todes
- 1999: Alle meine Lieben (Vsichny moji bliczi)
- 2000: Falkner Thomas (Král sokolů)
- 2001: Quo vadis?
- 2002: Az utolsó blues
- 2004: Out of Reach
- 2007: Na boso
- 2011: Listy do M.

### Fernsehfilme und -serien
- 1989: Serenite
- 1990: Crimen
- 1994: La mondaine
- 1994: Spis cudzołożnic
- 1994: Stella Stellaris
- 1995: Le retour d’Arsène Lupin
- 1995: Immenhof Folge: Reise nach Ostpreußen
- 1996: Kommissar Rex
- 1997: Shanghai 1937
- 1999: Siedlisko
- 1999: Honigfalle – Verliebt in die Gefahr
- 1999: Tygrysy Europy
- 2002: O ztracené lásce
- 2003: Tygrysy Europy
- 2003–2006: Fala zbrodni
- 2007: Kryminalni
- 2007: Twarza w twarz
- 2008: Na dobre i na złe
- 2009: Synowie
- 2009: Niania
- 2012: Komisarz Alex
- 2012: Prawo Agaty
- 2013: Ojciec Mateusz
- 2013: Na krawędzi